# دلدل
دُلْدُل: اسم بغلة (النَّبِي) الشهباء التي كان يركبها في غزواته. وقد عاشت هذه البغلة بعد وفاته، وكانوا يطعمونها البُرّ في فمها عندما هرمت وسقطت أسنانها. ويقال إنها عاشت إلى عهد معاوية، وأنها ماتت في ينبع. وتذهب رواية في المذهب الشيعي إلى أنها احتفظت بقواها طوال المدة التي كان فيها الإمام علي قادرًا على ركوبها في غزواته للخوارج. وكانت (دلدل) هي والحمار عفير من الهدايا التي أهداها المقوقس إلى النَّبِي محمد -صلى الله عليه وآله وسلم-، وكانت هذه المناسبة أول مرة يرى فيها المسلمون بغلة. وتذهب رواية أخرى تخلط بين دلدل وبين أتانة أخرى تدعى فضة، إلى أن النَّبِي قد تلقى هذه البغلة من فروة بن عمرو الجذامي، ومعنى دلدل الحقيقي (القنفذ)، على أن هذا الاسم لا يصح إطلاقه على بغلة، ومن ثم فإن من المرجح أنَّه إنما أطلق عليها لسرعتها.